# Patrick Bauchau
Patrick Nicolas Jean Sixte Ghislain Bauchau, lepiej znany jako Patrick Bauchau (ur. 6 grudnia 1938 w Brukseli) – belgijski aktor, reżyser i scenarzysta, znany głównie z charakterystycznych ról drugoplanowych.

## Życiorys

### Wczesne lata
Urodził się w Brukseli jako syn Mary (z domu Kozyrev), urodzonej w Rosji szkolnej administratorki i wydawcy, i Henry'ego Bauchau, administratora szkoły, wydawcy, pisarza, który jako psychoanalityk służył jako oficer w belgijskim podziemiu w czasie II wojny światowej. Dorastał nie tylko w Belgii, ale również w Szwajcarii i Anglii. Uczył się na Uniwersytecie Oksfordzkim, gdzie otrzymał stypendium akademickie. Opanował pięć języków: niemiecki, angielski, francuski, włoski oraz hiszpański.

### Kariera
Bauchau rozpoczął swoją karierę, występując w dwóch filmach francuskiej Nowej Fali Érica Rohmera: Kariera Zuzanny (La Carrière de Suzanne, 1963) i Kolekcjonerka (La Collectionneuse, 1967). Wystąpił także w niemieckim filmie Der Stand der Dinge (1982).
Wystąpił m.in. w filmie Zabójczy widok (A View to a Kill, 1985), NBC Kameleon (The Pretender, 1996–2000) jako Sydney, Azyl (Panic Room, 2002) z Jodie Foster.
Bauchau wcielił się również w jedną z ról doktora Hackera w filmie Ray (2004). Gościnnie pojawił się także w serialach: Carnivale (2003–2005), CSI: Kryminalne zagadki Nowego Jorku (CSI: NY, 2004), Agentka o stu twarzach (Alias, 2005), Dr House (House M.D., 2005) i 24 godziny (24, 2006).

### Życie prywatne
Był związany z Assumptą Serną. W 1962 zawarł związek małżeński z Mijanou Bardot, siostrą Brigitte Bardot. Ma córkę Camille. Zamieszkał z rodziną w Los Angeles.

## Wybrana filmografia

### Filmy fabularne
- 1963: Kariera Zuzanny (La Carrière de Suzanne) jako Frank
- 1967: Kolekcjonerka (La Collectionneuse) jako Adrien
- 1982: Stan rzeczy (Der Stand der Dinge) jako Friedrich Munro
- 1984: Kobieta publiczna (La femme publique) jako ojciec Ethel
- 1984: Emmanuelle IV jako Marc
- 1985: Phenomena jako inspektor Rudolf Geiger
- 1985: Zabójczy widok (A View to a Kill) jako Scarpine
- 1994: Lisbon Story jako Friedrich Monroe
- 2000: Cela (The Cell) jako Lucien Baines
- 2002: Azyl (Panic Room) jako Stephen Altman
- 2004: Ray jako dr Hacker
- 2006: Boy Culture jako Gregory Talbot

### Seriale TV
- 1985: Kane i Abel (Kane & Abel) jako Ludwik
- 1989: Columbo: Morderstwo, autoportret (Columbo: Murder, a Self Portrait) jako malarz Max Barsini
- 1995: Więzy krwi (Kindred: the Embraced) jako Archon Raine
- 1996-2000: Kameleon (The Pretender) jako Sydney
- 2003-2005: Carnivale (Carnivàle) jako profesor Lotz
- 2004: CSI: Kryminalne zagadki Nowego Jorku (CSI: NY) jako dr Willems
- 2005: Agentka o stu twarzach (Alias) jako dr Aldo Desantis
- 2005: Dr House (House M.D.) jako dr Rowan Chase
- 2006: 24 godziny (24) jako Jacob Rossler
- 2007: W kręgu tajemnicy (Mystère) jako generał de Lestrade